# Парвіз Гелічхані
Парвіз Гелічхані (перс. پرویز قلیچ‌خانی‎, нар. 4 грудня 1945, Тегеран) — іранський футболіст, що грав на позиції півзахисника, зокрема за національну збірну Ірану, у складі якої — триразовий володар Кубка Азії з футболу. 

## Клубна кар'єра
У дорослому футболі дебютував 1962 року виступами за команду «К'ян», в якій провів п'ять сезонів. 
Згодом ротягом 1968 року і сезону 1970/71 грав за «Тадж». Під час другого приходу до цього клубу став у його складі чемпіоном Ірану. У 1969 і протягом 1971–1973 років грав за ПАС, після чого захищав кольори клубів «Огаб», «Дараеї» та  «Персеполіс». 
Завершив ігрову кар'єру у США, де грав протягом 1978—1979 років за «Сан-Хосе Ерзквейкс».

## Виступи за збірну
У жовтні 1964 року у 19-річному дебютував в офіційних матчах у складі національної збірної Ірану матчем проти збірної НДР в рамках футбольного турніру Олімпійських ігор у Токіо. Згодом був капітаном іранської команди на аналогічних турнірах Олімпійських ігор 1972 і 1976 років.
1968 року допоміг своїй збірній уперше в її історії стати чемпіоном Азії на домашньому для неї тогорічному Кубку Азії. Згодом двічі поспіль брав участь в успішному захисті цього чемпіонського титулу на континентальних першостях 1972 і 1976 років.
Загалом протягом кар'єри у національній команді, яка тривала 14 років, провів у її формі 66 матчів і забив 13 голів.

## Політична діяльність
Дотримувався лівих політичних поглядів і перебував в опозиції до режиму шаха Пахлаві. 1972 року був заарештований агентами національної служби безпеки і провів два місяці в ув'язненні.
Пізніше не підтримав й Ісламську революцію 1979 року на батьківщині і через ризик політичних переслідувань емігрував до Франції, де згодом протягом 1991-2014 років був редактором культурно-політичного часопису, присвяченого справам Ірану.

## Титули і досягнення
- Володар Кубка Азії (3):

1968, 1972, 1976
- Переможець Азійських ігор: 1974
- Срібний призер Азійських ігор: 1966